# Nils Holgersens forunderlige rejse gennem Sverige
Nils Holgersens forunderlige rejse gennem Sverige (Nils Holgerssons underbara resa genom Sverige) er en børnebog af Selma Lagerlöf, udgivet på svensk i to dele, 1906-1907. Lagerlöf havde i 1902 fået til opgave af den svenske folkeskolelærerforening at skrive en læsebog om Sveriges folk, geografi og natur. Hun studerede den svenske natur og dyreliv i tre år som forberedelse til bogen. På trods af at bogen var tænkt som en svensk skolebog, er den oversat til mange sprog.
Den eneste ubeskårne danske udgave er "Nils Holgerssons forunderlige rejse gennem Sverige", der er oversat af Anne Marie Bjerg og udgivet på Gyldendal i 2005.

## Handling
Bogen handler om en dreng, Nils Holgersen, der foretrækker at spise og sove, og næst derefter at lave ulykker. Han kan lide at pine dyrene på sin families gård. Nils fanger en nisse i et net, mens hans familie er i kirke, og har ladet ham blive hjemme for at lære afsnit af biblen udenad. Nissen foreslår, at hvis Nils slipper ham fri, vil den give Nils en stor guldmønt. Nils afslår og bliver af nissen forvandlet til en lille nisse, der kan tale med dyr. De vrede dyr, som tørster efter hævn, er begejstrede for, at Nils har fået samme størrelse som dem.
Imens flyver vildgæs på træk over gården, og en hvid tamgås prøver at slutte sig til de vilde. I et forsøg på at redde noget før hans familie kommer hjem, holder Nils fast i gåsens hals, da det lykkes den at flyve op til vildgæssene. Vildgæssene, der ikke er glade for at have fået selskab af en dreng og en tamgås, tager til sidst Nils med på en forunderlig rejse gennem alle Sveriges historiske landskaber. Undervejs finder Nils ud af, at hvis han kan bevise, at han har forandret sig til det bedre, vil nissen måske forvandle ham til et menneske igen.
Ifølge historien begynder Nils Holgersens rejse den 20. marts 1898, og han vender tilbage til Västra Vemmenhög (en landsby i Skurups kommune i Skåne) den 8. november samme år.

## Nils Holgersens rejse
| Kapitel | Svensk titel                        | Beskrevne steder mv.                         | Landskab                   |
| ------- | ----------------------------------- | -------------------------------------------- | -------------------------- |
| 1       | Pojken                              | Västra Vemmenhög, Söderslätt (sydlige Skåne) | Skåne                      |
| 2       | Akka från Kebnekajse                | Vombsjön                                     | Skåne                      |
| 3       | Vildfågelsliv                       | Vittskövle Slot, Övedskloster slot           | Skåne                      |
| 4       | Glimmingehus                        | Glimmingehus                                 | Skåne                      |
| 5       | Den stora trandansen på Kullaberget | Kullaberg                                    | Skåne                      |
| 6       | I regnväder                         |                                              | Blekinge                   |
| 7       | Trappan med de tre trappstegen      |                                              | Blekinge                   |
| 8       | Vid Ronneby Å                       | Ronneby                                      | Blekinge                   |
| 9       | Karlskrona                          | Karlskrona                                   | Blekinge                   |
| 10      | Resa till Öland                     | Kalmarsund                                   |                            |
| 11      | Ölands södra udde                   | Ölands sydlige ende                          | Öland                      |
| 12      | Den stora fjärilen                  | Öland                                        | Öland                      |
| 13      | Lilla Karlsö                        | Lilla Karlsö                                 | Gotland                    |
| 14      | Två städer                          | (Vineta), Visby                              | Gotland                    |
| 15      | Sagan om Småland                    | Tjust                                        | Småland                    |
| 16      | Kråkorna                            | Sunnerbo                                     | Småland                    |
| 17      | Den gamla bondkvinnan               |                                              | Småland                    |
| 18      | Från Taberg till Huskvarna          | Taberg, Jönköping, Huskvarna                 | Småland                    |
| 19      | Den stora fågelsjön                 | Tåkern                                       | Östergötland               |
| 20      | Spådomen                            |                                              | Östergötland               |
| 21      | Vadmalsvåden                        |                                              | Östergötland               |
| 22      | Karrs och Gråfälls saga             | Kolmården                                    | Östergötland, Södermanland |
| 23      | Den stora lustgården                |                                              | Södermanland               |
| 24      | I Närke                             | Örebro                                       | Närke                      |
| 25      | Islossningen                        | Hjälmaren                                    | Närke                      |
| 26      | Arvskiftet                          |                                              | Västmanland                |
| 27      | I Bergslagarna                      |                                              | Västmanland                |
| 28      | Järnverket                          |                                              | Västmanland                |
| 29      | Dalälven                            | Dalälven                                     | Dalarna                    |
| 30      | Brorslotten                         | Falun                                        | Dalarna                    |
| 31      | Valborgsmässoafton                  | Rättvik                                      | Dalarna                    |
| 32      | Vid kyrkorna                        |                                              | Dalarna                    |
| 33      | Översvämmningen                     | Mälaren                                      | Uppland                    |
| 34      | Sagan om Uppland                    |                                              | Uppland                    |
| 35      | I Uppsala                           | Uppsala                                      | Uppland                    |
| 36      | Dunfin                              | Stockholms skærgård                          | Uppland                    |
| 37      | Stockholm                           | Stockholm                                    | Uppland                    |
| 38      | Gorgo, örnen                        |                                              |                            |
| 39      | Fram över Gästrikland               |                                              | Gästrikland                |
| 40      | En dag i Hälsingland                | Delsbo                                       | Hälsingland                |
| 41      | I Medelpad                          | Sundsvall, øen Alnö                          | Medelpad                   |
| 42      | En morgon i Ångermanland            |                                              | Ångermanland               |
| 43      | Västerbotten och Lappland           |                                              | Västerbotten, Lappland     |
| 44      | Åsa gåsapiga och lille Mats         | Malmberget                                   | Lappland                   |
| 45      | Hos lapparna                        |                                              | Lappland                   |
| 46      | Mot söder! Mot söder!               | Östersund                                    | Jämtland                   |
| 47      | Sägner från Härjedalen              |                                              | Härjedalen                 |
| 48      | Värmland och Dalsland               |                                              | Värmland, Dalsland         |
| 49      | En liten herrgård                   | Mårbacka                                     | Värmland                   |
| 50      | Skatten på skäret                   | Bohusläns skærgård                           | Bohuslän                   |
| 51      | Havsilver                           |                                              | Bohuslän                   |
| 52      | En stor herrgård                    | Nääs Slot                                    | Västergötland              |
| 53      | Resa till Vemmenhög                 |                                              | Halland                    |
| 54      | Hos Holger Nilssons                 | Västra Vemmenhög                             | Skåne                      |
| 55      | Avsked från vildgässen              | Smygehuk                                     | Skåne                      |

Bogen er blevet kritiseret for, at gåsen og Nils ikke gør ophold i Halland. I kapitel 53 flyver de over Halland på vej hjem til Skåne, men lander ikke.